# Finnvox
Les studios Finnvox sont des studios d'enregistrement situés à Helsinki, en Finlande. Ils ont été créés en novembre 1965. C'est l'un des plus anciens et des plus importants studios d'enregistrement de Finlande.